# Dessine-toi...
Pour plus de détails, voir Fiche technique et Distribution.
Dessine-toi... est un documentaire français réalisé par Gilles Porte et sorti en 2011.

## Fiche technique
- Titre : Dessine-toi...
- Réalisation : Gilles Porte, assisté de Samuel Lahu
- Scénario : Gilles Porte
- Photographie : Samuel Lahu, Gilles Porte et Sacha Wolff
- Montage : Catherine Schwartz
- Musique : Louis Sclavis
- Production : 38 Productions - Gédéon Programmes - S’imagine Films
- Distribution : Gebeka Films
- Pays :  France
- Durée : 70 minutes
- Date de sortie : France - 26 janvier 2011